# Pleurothallis divaricans
Pleurothallis divaricans är en orkidéart som beskrevs av Rudolf Schlechter. Pleurothallis divaricans ingår i släktet Pleurothallis och familjen orkidéer. Inga underarter finns listade i Catalogue of Life.